# Post (Texas)
Post település az Amerikai Egyesült Államok Texas államában, Garza megyében, melynek megyeszékhelye is. Lakosainak száma 4790 fő (2020. április 1.).

## Népesség
A település népességének változása:

| 2010 | 5 376 |
| 2020 | 4 790 |